# Kaito Sugimoto
Kaito Sugimoto (en japonés: 杉本海誉斗, Sugimoto Kaito; Chiba, 17 de marzo de 2000) es un deportista japonés que compite en gimnasia artística. Ganó dos medallas en el Campeonato Mundial de Gimnasia Artística de 2023, oro por equipos y bronce en la prueba de barras paralelas.

## Palmarés internacional
| Campeonato Mundial | Campeonato Mundial | Campeonato Mundial | Campeonato Mundial   |
| Año                | Lugar              | Medalla            | Prueba               |
| ------------------ | ------------------ | ------------------ | -------------------- |
| 2023               | Amberes (Bélgica)  | Medalla de oro     | Concurso por equipos |
| 2023               | Amberes (Bélgica)  | Medalla de bronce  | Paralelas            |